# سقراط القسطنطيني
سقراط القسطنطيني (باليونانية:  Σωκράτης ὁ Σχολαστικός)‏ أو سقراط سكولاستيكوس هو مؤرخ مسيحي روماني بيزنطي ولد في سنة 380م، وعاصر كل من سوزومن وثيودوريطس، ألف كتاب هستيريا اكسلاتسكيا (التاريخ الكنسي)، حيث تكلم عن تاريخ المسيحية من سنة 305 حتى وفاته في سنة 440.

## روابط خارجية
- سقراط القسطنطيني على موقع الموسوعة البريطانية (الإنجليزية)